# Under Your Spell (álbum de The Birthday Massacre)
Under Your Spell es el séptimo álbum de estudio de la banda canadiense The Birthday Massacre. La fecha de lanzamiento en Norteamérica está prevista para el 9 de junio de 2017, bajo el sello de Metrópolis Records. El álbum se financió a través de PledgeMusic.

## Lista de canciones
Todas las canciones escritas y compuestas por Chibi, Rainbow and M. Falcore, except where noted. 
| N.º | Título             | Duración |  |
| 1.  | «One»              | 3:35     |  |
| 2.  | «Under Your Spell» | 4:31     |  |
| 3.  | «All Of Nothing»   | 4:31     |  |
| 4.  | «Without You»      | 4:32     |  |
| 5.  | «Counterpane»      | 3:32     |  |
| 6.  | «Unkind»           | 3:56     |  |
| 7.  | «Games»            | 3:40     |  |
| 8.  | «Hex»              | 3:37     |  |
| 9.  | «No Tomorrow»      | 3:20     |  |
| 10. | «The Lowest Low»   | 3:54     |  |
| 11. | «Endless»          | 3:14     |  |

## Reseña Musical Tema por Tema
1. ONE:  El primer tema del nuevo disco, habla sobre la singularidad del ser humano. Ese ser que está próximo a encontrar a su complemento en las profundas aguas de un océano lleno de amor.
2. UNDER YOUR SPELL: El hechizo más poderoso en toda la faz de la tierra se encuentra en este tema, el verdadero amor. Pero estos encantamientos esconden una verdad por detrás. Un hechizo que venda tus ojos y libera somníferos de un falso amor.
3. ALL OF NOTHING: Todo se mueve lento y rápido a la vez cuando estás enamorado. Nada parece real, pero todo termina siendo verdad.
4. WITHOUT YOU: Con su teclado original y sus sonidos a lo Depeche Mode/And One, este tema predice el comienzo de una lejanía, de una pérdida. Pero como estamos bajo los efectos del verdadero amor, no hay de qué preocuparse, porque él volverá cuando ya se haya ido por primera vez.
5. COUNTERPANE: Pesado, como "Red Stars". Pequeños cambios. Las señales siempre estuvieron ahí, pero las palabras no salían de tu boca. Madurez. Al borde de un precipicio que nos separa. Dar un paso atrás es tomar un viaje al pasado.
6. UNKIND: Lento, para traer calma a este mar furioso. Solo necesitamos tomar un sorbo de ese veneno para dejar reposar el alma y el corazón a orillas del océano.
7. GAMES: Hermoso tema. Tus ojos inundados por grandes tormentas. Juegos galácticos. Las estrellas están en tus ojos. Te voy a sacar las estrellas de tus ojos. Anestesiado. Las noches se quedaron sin estrellas porque estamos jugando a este juego egoísta llamado amor.
8. HEX: Walking with strangers? No, Hex. El hechizo todavía tiene vigencia porque los maleficios no tienen fecha de vencimiento en el mundo de la magia negra. Supernatural. Un fantasma cuando seamos tan solo extraños.
9. NO TOMORROW: Acá hay venganza. Chibi se transforma. Su lado más oscuro está presente en este tema. Tiene ciertas frases que retoman al primer tema: ONE. Muy industrial. Una masterpiece oscura y tenebrosa.
10. THE LOWEST LOW: Cuando ya no queda nada y tocaste el fondo del mar. Ya no existe tu nombre, las olas lo borraron de la arena. El único tema que representa un estado emocional muy bajo pero con un hermoso destello de luz.
11. ENDLESS: El mejor final. Este tema tiene una fuerza oceánica muy poderosa. Todas las corrientes marinas se unen para traernos esta obra maestra. Cuando todos tus ríos se conectan entre sí y desembocan en un mar con nuevos horizontes.

## Créditos
- Chibi – Letras, Voz
- Michael Rainbow – Letras, Voz, Producción, Mezclas, Diseño de la portada del álbum
- Michael Falcore – Letras, Voz, Producción, Mezclas
- Aaron Cunningham – Diseño del álbum y artwork
- Nathaniel Radmacher – Bajo adicional
- Nik Pesut – Percusión adicional
- Dave Ogilvie – Ingeniería y mezclas, mezclado en Hipposonic Studios, Vancouver, Canadá
- Karl Dicaire – Asistente de ingeniería y mezclas
- Noah Mintz – Masterizado por Lacquer Channel, Toronto, Canadá
- Terry McManus – Mánager
- Owen MacKinder – Diseño de la portada del álbum
- Andrew Rainbow – Fotografía de la portada del álbum